# Grande Noirceur
Pour la période historique couverte par la Grande Noirceur, se référer à Gouvernement Maurice Duplessis (2).

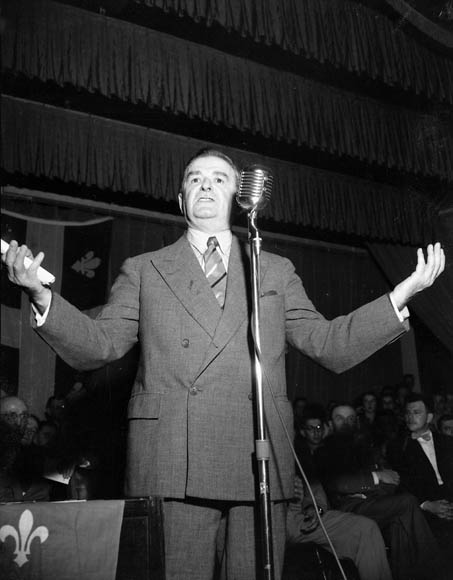
Maurice Duplessis, premier ministre du Québec de 1936 à 1939 et de 1944 à 1959.

La « Grande Noirceur » est une métaphore utilisée au Québec pour décrire péjorativement le deuxième mandat du premier ministre Maurice Duplessis, qui s’échelonne sur quatre législatures de 1944 à 1959. À la manière d'un « âge sombre », l'expression lie figurativement l'héritage de Duplessis à un obscurantisme du Moyen Âge.
Son usage dans l'historiographie et dans la culture québécoise débute à partir des années 1960, après la mort de Duplessis, alors que son parti, l'Union nationale, s'essouffle. Souvent opposée à la « Révolution tranquille », l'expression « Grande Noirceur », qui continue d'être largement employée même dans le langage commun, a été utilisée par les rivaux politiques de Duplessis et les critiques des politiques du gouvernement Duplessis. Elle s'en prend du même coup au libéralisme économique, à l’anti-syndicalisme et à la chasse gardée de l'Église catholique dans les domaines de l'éducation et des services sociaux. Depuis, la pertinence de l'expression est remise en doute par des historiens et sociologues.

## Origine de l'expression

### Usages ultérieurs

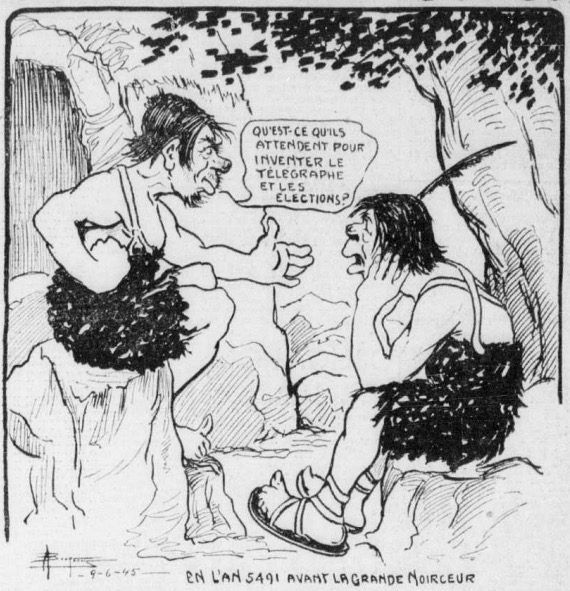
Caricature d'Albéric Bourgeois.

L'un des premiers usages de l'expression « Grande Noirceur » se trouve dans une caricature d'Albéric Bourgeois sur la fraude électorale, parue le 9 juin 1945 dans le journal La Presse, où un homme préhistorique dit à un autre : « Qu’est-ce qu’ils attendent pour inventer le télégraphe et les élections ? ». La légende du bas mentionne : « En l’an 5491 avant la grande noirceur », où les chiffres 5491 sont une inversion de 1945. Quant au télégraphe, il s’agit d'une allusion aux mœurs politiques au Québec d’avant la Révolution tranquille. (Le terme « télégraphe » désignait un fraudeur votant sous le nom d'une autre personne.) 
L'expression est recensée pour la première fois dans les débats de l'Assemblée nationale le 4 mars 1960. Antonio Barrette, chef de l'Union nationale, l'utilise pour invectiver le gouvernement libéral d'Adélard Godbout (au pouvoir de 1939 à 1944) dont il estime que la mollesse passée en matière d'autonomie provinciale constitue une « grande noirceur libérale ».

### En référence au Québec duplessiste
Au cours des années 1950, plusieurs théoriciens québécois des sciences sociales et personnalités publiques dénoncent le « retard » du Québec francophone par rapport aux autres sociétés nord-américaines. Ce « retard » est principalement attribué à la réticence du gouvernement Maurice Duplessis à mettre en place des programmes gouvernementaux digne d'un État-providence.
L'élection du gouvernement Jean Lesage en 1960 entraîne la Révolution tranquille, une série de réformes renforçant le rôle de l’État québécois dans ses compétences constitutionnelles comme l'éducation et la santé. Ces changement majeurs sont interprétés comme une rupture dans l'histoire du Québec ; la Révolution tranquille devient le point de départ du Québec moderne. Plusieurs sociologues québécois sont inspirés par les travaux de l'École de Chicago sur le passage des sociétés paysannes en sociétés urbaines, comme Jean-Charles Falardeau ou Fernand Dumont de la Faculté des sciences sociales de l’Université Laval.
Ces sociologues ont à leur tour une influence sur plusieurs intellectuels, notamment les contributeurs à la revue Cité Libre, où l'usage de l'expression Grande Noirceur est popularisée. À partir de là, l'usage s'est finalement répandu dans la littérature et le cinéma québécois.

## Fondements
L'expression « Grande Noirceur » est utilisée pour dresser un portrait sombre du Québec durant le second mandat de Duplessis en contraste avec le Québec d'après la Révolution tranquille. Le gouvernement Duplessis est décrit comme un régime obscurantiste, autoritaire et réactionnaire, inspiré d’une idéologie clérico-nationaliste, scellant l’alliance entre l’Église catholique et l’État québécois. L'historien Leslie Roberts dira même dans Le Chef, une biographie politique, publié en 1963, que les politiques de l’Union nationale sont « totalitaires ».
Les valeurs du duplessisme sont celles du passé, de la tradition, de la famille, de l'ordre, de l'autorité et de la hiérarchie.

### Duplessis,«le Chef»
Duplessis concevait la politique d'une telle façon que tout ce qu'il entreprenait, même si cela rejoignait en lui des croyances profondes, devait lui rapporter en termes de pouvoir ou de prestige personnel.
Que ce soit dans l'épisode de l'adoption du drapeau de la province ou de celui de la création d'un impôt provincial sur le revenu, Lionel Groulx prétend dans ses mémoires que Duplessis a fait preuve avant tout d'un flair politique, qui reposait sur l'opportunisme le plus calculé.
En entretien à Radio-Canada en décembre 1977, Georges-Émile Lapalme, chef du Parti libéral du Québec de 1950 à 1958, décrit Duplessis comme un homme « qui n’admettait aucune dissidence, même légale et autorisée » et interprétait à sa guise les règlements parlementaires.

### L'Église catholique et la politique sociale

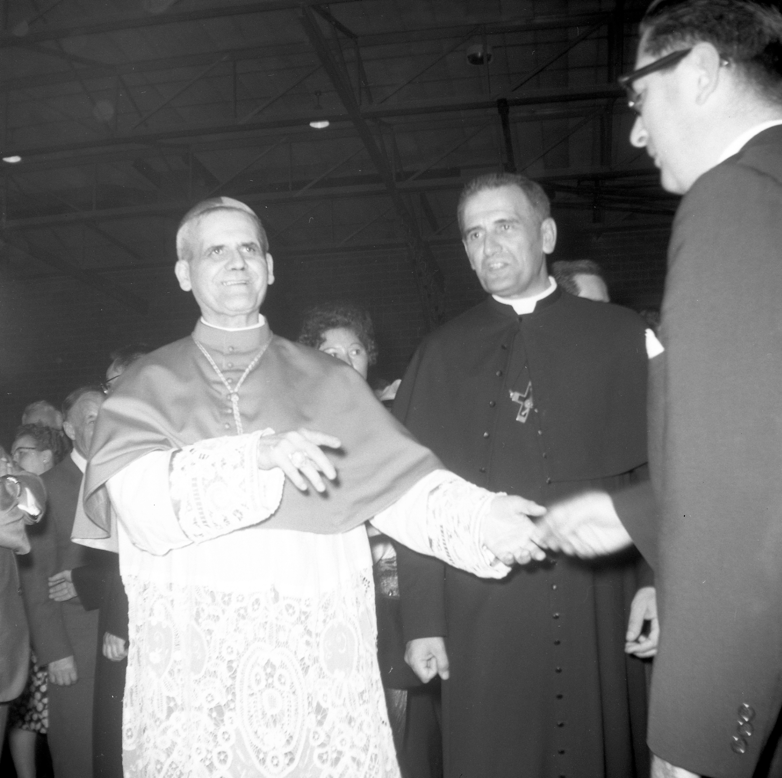
L'alliance de Duplessis avec le clergé (ici le cardinal Paul-Émile Léger en 1962) lui assure un appui chez les classes rurales.

Sous Duplessis, la régulation politique de nature autoritaire et disciplinaire favorise le libre marché et les institutions privées comme l’Église catholique.

### Patronage et fraude électorale
De 1944 à 1959, Duplessis dirige la province. Cette longévité s’explique surtout par le caractère désuet de la carte électorale, qui accorde aux campagnes une part disproportionnée de la représentation en regard de leur population et constituaient sa base électorale. Il faut aussi insister sur le patronage, qui, dans un contexte où la prospérité économique ne rejoint pas les campagnes, aurait joué un rôle déterminant, sorte de ministère de l'expansion économique régionale avant la lettre pour les comtés qui votaient du « bon bord ».
À ce propos, le sociologue Jean-Charles Falardeau parle de « l'ère du député-entrepreneur-homme d'affaires-commanditaire-distributeur de largesses: l'État-Providence à l'heure des anciens clochers québécois. » Malgré tout ce que l'on a pu lui reprocher à ce sujet, il semble que Duplessis n'ait fait que reprendre une tradition qui existait bien avant lui.

### Libéralisme économique et anti-syndicalisme
« Au temps de la grande noirceur, le fédéral nous a protégés. Si Duplessis avait eu le contrôle de l’armée, quelle sacrée volée n’aurions-nous pas essuyée à Asbestos ? »

— Jean Marchand, syndicaliste et homme politique
En 1966, Falardeau parle du règne de Duplessis comme le « régime [qui] maintiendra de façon plus ostensible que jamais l'alliance avec la finance américaine et québécoise, avec les formes les plus abusives du patronat américain et québécois. » La politique économique du gouvernement Duplessis consistait avant tout à concéder de grands avantages aux compagnies étrangères pour les inciter à venir s'implanter au Québec .
Le gouvernement Duplessis encourageait les compagnies étrangères à venir exploiter les ressources naturelles. Il prit position contre les syndicats et par diverses législations anti-ouvrières, accorde un soutien indéfectible aux grandes compagnies dans la lutte qu'elles mènent contre les syndicats. L'opposition au régime de Duplessis se manifestera à travers une série de grèves importantes (Asbestos en 1949, Louiseville en 1952, Arvida et Murdochville en 1957), qui, chacune à leur manière, révéleront à la population à la fois les conditions de travail de la classe ouvrière et les concessions importantes dont jouissent les compagnies étrangères dans leur province. Surtout que Duplessis use de lois comme la loi du cadenas pour contrer le syndicalisme, qu'il considère comme du communisme, et à quelques reprises de la police provinciale pour mater les grévistes.
La syndicaliste Madeleine Parent a décrit la « brutalité » de Duplessis dans le monde des relations de travail. Son gouvernement n’a pas hésité à utiliser la police provinciale pour « casser » les conflits du travail et emprisonner ceux et celles qui appuyaient les revendications ouvrières.

## Critiques de l'expression
Le sociologue Gérard Bouchard décrit en 2005 la Grande Noirceur comme un « mythe dévalorisant que les Québécois se sont eux-mêmes érigé et qu’ils se sont ensuite employés à diffuser très largement ». Selon lui, « l’analyse empirique de la société québécoise inflige de nombreux démentis à la thèse de la Grande Noirceur ». Bouchard trouve également des traces abondantes de « grande noirceur » dans d'autres sociétés que le Québec et plaide pour une analyse plus nuancée, située entre un « noircissement » et un « passé sans tache ».
L'historien Jocelyn Létourneau considère la Grande Noirceur comme un « mythistoire » et définit le terme comme étant « tout à la fois une fiction réaliste, un système d’explication et un message mobilisateur qui rencontrent une demande de sens, si ce n’est un désir de croyance, chez ses destinataires. Ce qui explique la force et assure la persistance du mythistoire tient à l’arrimage qui existe entre la structure représentative et la matière représentée »,.
L'intellectuel de la « Révolution tranquille » Claude Ryan, fervent critique de Duplessis et partisan de la décléricalisation de la société québécoise, relativisait déjà le jugement généralement négatif porté sur la période précédente. Selon lui, cette époque devait être analysée dans un contexte géographique plus large : le Canada des gouvernements progressistes libéraux de Mackenzie King, puis de Louis St-Laurent, et le monde occidental d'après-guerre dans son ensemble, étaient généralement plutôt réceptifs à une idéologie analogue à celle de Duplessis, relativisant la spécificité du phénomène québécois. Ryan invitait donc à la prudence dans l'emploi du terme de Grande Noirceur.